# نیروی دریایی شاهنشاهی هخامنشی
نیروی دریایی شاهنشاهی هخامنشی (به پارسی باستان: 𐎴𐎠𐎺, nāva) نیروی دریایی باستانی امپراتوری پارس بود که میان سال‌های ۵۲۵ پیش از میلاد تا ۳۳۰ پیش از میلاد، خدمت‌گذاری می‌کرد. ایجاد سازمان، زیرساخت و اساس مالی نیروی دریایی هخامنشی به داریوش بزرگ نسبت داده شده‌است. نیروی دریایی هخامنشی نخستین «نیروی دریایی پادشاهی» واقعی بود که در تاریخ پدید آمد.

## پیش‌زمینه‌ها و سازمان
ایجاد سازمان، زیرساخت و اساس مالی نیروی دریایی هخامنشی به داریوش بزرگ نسبت داده شده‌ است.
آوی باخنهایمر، نویسنده، پژوهشگر، استاد دانشگاه و باستان‌شناس استرالیایی، در نشست تخصصی دریانوردی در امپراتوری هخامنشی در دی ۱۳۹۸، با تاکید کردن بر اهمیت پژوهش بر روابط ایرانیان و منابع آبی در دوران هخامنشیان، بیان داشت که با وجود سندهایی تاریخی و باستان‌شناسی، دربارهٔ سروکار ایرانی‌ها با منابع آبی، کمتر به ماهیت و گونهٔ آن، پرداخته‌اند. او همچنین اعلام کرد که «در واقع، هخامنشیان نه تنها به مدیریت و بهره‌برداری از منابع روزمینی جهان اطراف خود مشغول بودند بلکه با فرستادن ناوگان‌های اطلاعاتی به کاوش در دریاهای اطراف خویش، رودخانه‌ها و اقیانوس‌ها نیز می‌پرداختند».
باخنهایمر با تأکید بر این که نخستین نیروی دریایی ثابت جهان در دوران داریوش یکم بنیان گذاشته شد، افزود: «هخامنشیان در دورانشان، در یک کشاکش جغرافیای سیاسی گرفتار بودند که نقطهٔ اتکا و ثقل آن، دریانوردی در مدیترانه بوده‌ است». همچنین اعلام شد که در این دوره، سه نیروی دریایی بزرگ، یعنی نیروی دریایی یونان، فینیقی و مصر، در عمل، در دریای مدیترانه حکم‌ران بوده‌اند و با توجه به اینکه برای هخامنشیان که در زمین، ارتشی منظم و پیروز داشتند، چیرگی بر دریا نیز برای آنان مهم شمرده شده‌ است و پس از بازگشت خشایارشا از نبرد با یونانیان، سیاستشان برای کنترل این سه نیروی دریایی، از مهم‌ترین سوهای روابط خارجی این شاهنشاهی بوده است.
منابع تاریخی کنونی، نشان داده‌اند که هخامنشیان تا چه اندازه‌ای بر مدیریت منابع آبی سفارش کرده‌اند و در این راه، چگونه به کاوش ساحل شرقی آفریقا و رودخانه سند مشغول شده‌اند. نقش‌های بر روی سکه‌های دوره نیز نشانگر دیگری از این هستند که ناوگان هخامنشی، از چه واحدها و مواردی ساخته شده بوده‌ است و اینکه چگونه چنین ناوگانی، سازماندهی می‌شده‌ است.

## پیشینه
پژوهشگران پیشینهٔ عملکرد این نیروی دریایی را به دو دوران جداگانه از ۵۲۵ تا ۴۷۹ و از ۴۷۹ تا ۳۳۰ پیش از میلاد دسته‌بندی کرده‌اند.

## نوآوری و فناوری‌ها

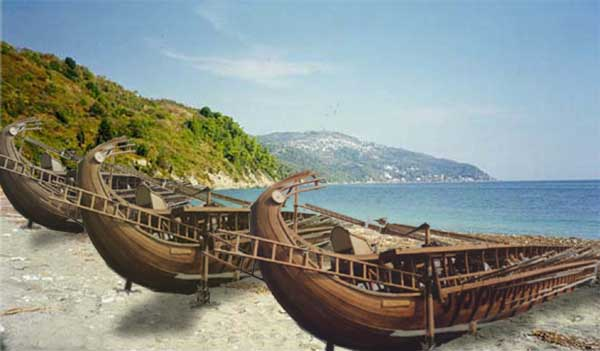
بازسازی نوعی از کشتی‌های جنگی هخامنشی

سرعت کشتی‌های هخامنشی میان ۴ تا ۱۴ کیلومتر تخمین زده‌اند؛ یکی از نوآوری‌هایی که در طراحی و ساختن کشتی‌ها در دوران هخامنشیان رخ داد، ساخت کشتی‌های ۳ ردیف پارویی است؛ چنین سازه‌هایی، در نبردها سرعت و توان دفاعی ویژه‌ای داشتند.

## تأثیر و میراث
نیروی دریایی هخامنشی نخستین «نیروی دریایی پادشاهی» واقعی بود که در تاریخ پدید آمد.
نیروهای دریایی تا اندازه بسیاری رعایای ساحلی امپراتوری هخامنشی را زیر تأثیر بردند. آنان زیر کنترل محکم‌تری از پایتخت قرار گرفتند و به‌شدت درگیر اردوکشی‌های نظامی هخامنشیان بودند.

## نگارخانه

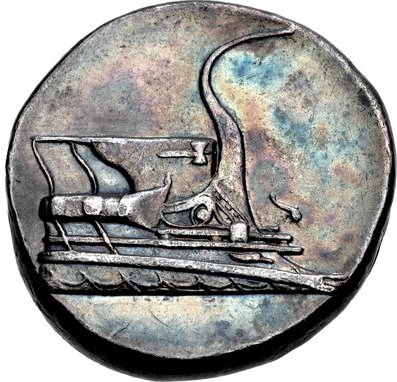
سکه‌های مربوط به نیروی دریایی (۳۳۳–۳۵۰ پیش از میلاد)
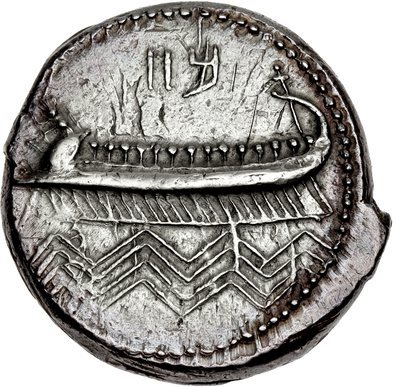
سکه‌های مربوط به نیروی دریایی (۳۳۳–۳۵۳ پیش از میلاد)
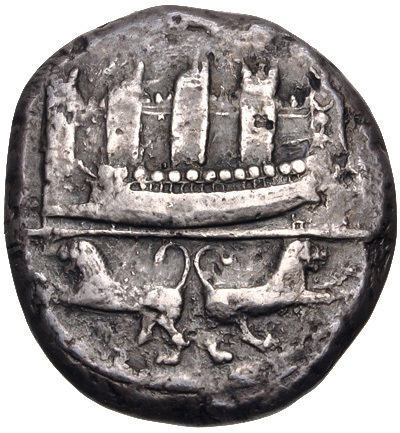
سکه‌های مربوط به نیروی دریایی (۴۰۱–۴۲۵ پیش از میلاد)
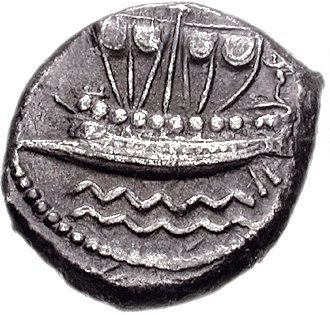
سکه‌های مربوط به نیروی دریایی (۴۲۵–۴۳۵ پیش از میلاد)